# 羅芒島

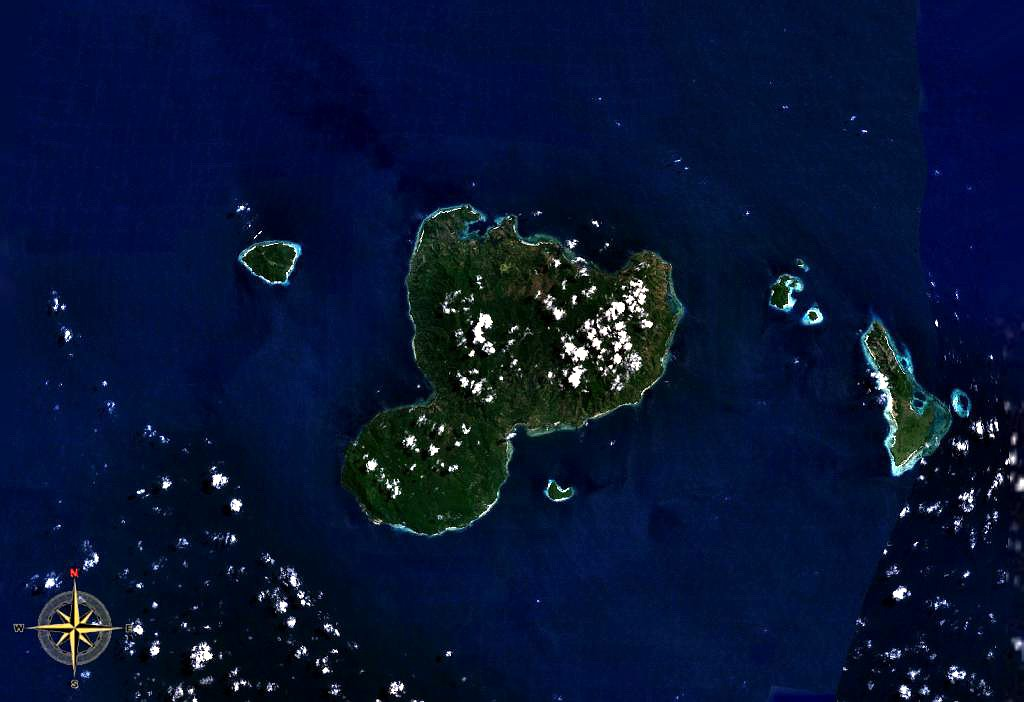
羅芒島的衛星圖片

羅芒島是印度尼西亞馬魯古省的島嶼，屬於西南群島的一部分，位於韋塔島以東的班達海，座標7°35′S 127°26′E / 7.583°S 127.433°E，面積168.2平方公里，海岸線長度66.5公里，島嶼內陸以山區為主，最高點海拔747米，居民主要種植水稻、椰子和捕魚為生。行政上由西南马鲁古县管理。